# INARCO
INARCO, es un conglomerado chileno en los campos de la ingeniería, arquitectura y construcción. Instituida como compañía en 1983, el grupo ha expandido sus actividades a Perú, Paraguay y Argentina.

## Historia
Fundada en 1983 por Fernando García-Huidobro y Aníbal Ovalle, entre sus primeros clientes se encuentra Agrosuper, para el que se construyeron una planta de cerdos en Doñihue, y una planta de cecinas ubicada en la Ruta 68.
Desde el año 2006, expandió sus operaciones en Perú, habiendo construido la mayoría de centros comerciales de los grupos Cencosud y Parque Arauco presentes en territorio peruano. En 2019 pasó a operar en Paraguay, mediante la construcción de proyectos inmobiliarios.